# Спільнота

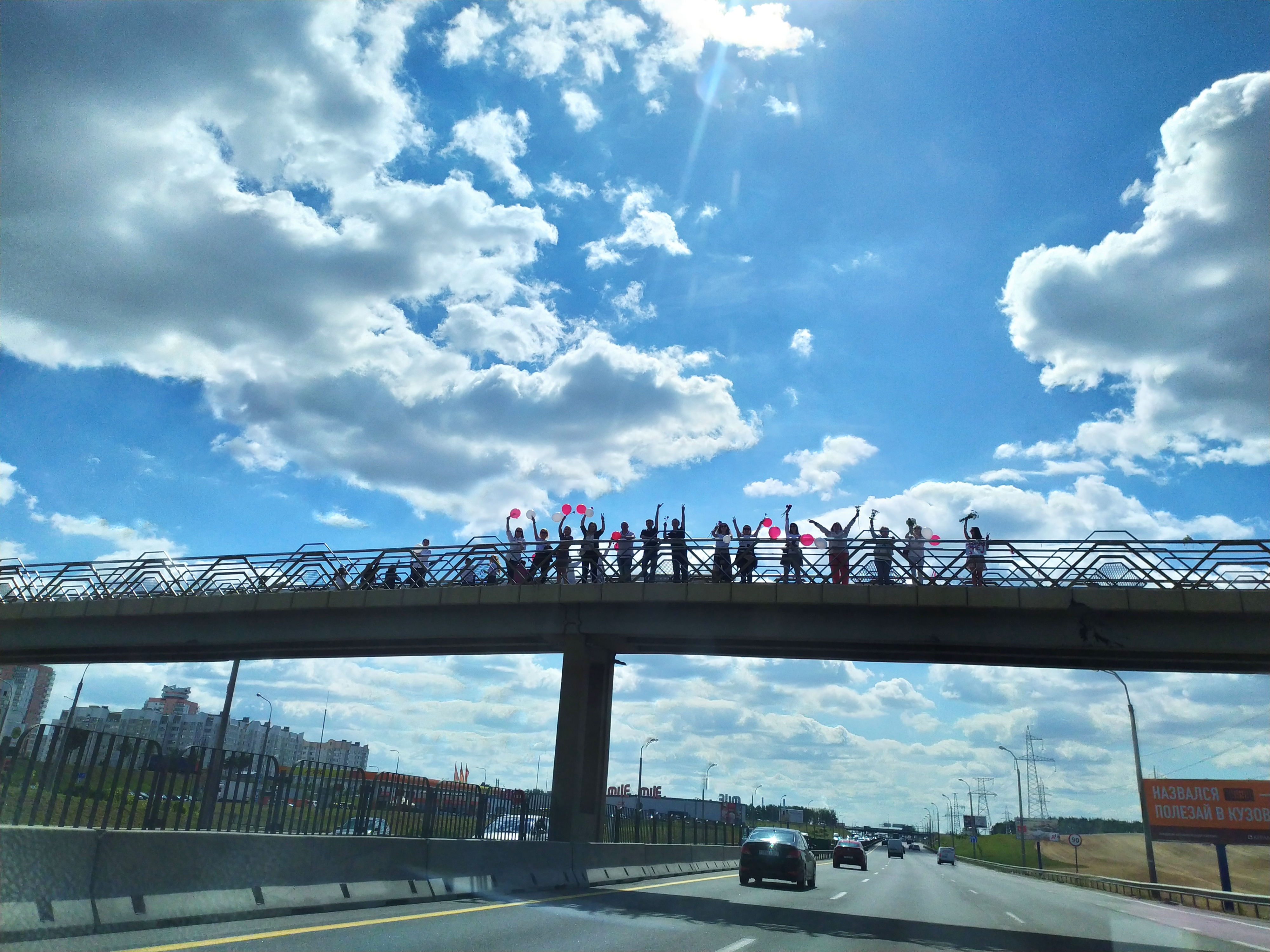
Спільнота людей у Білорусі під час протестів 2020 року, чия спільна мета була повалення Лукашенка

Спільно́та — це об’єднання людей, згуртованих спільними умовами життя, метою (цілями) та інтересами.

## Ознаки
Ключові ознаки спільноти:
- Географія
- Спільність поведінки
- Загальна самоідентифікація
- Спільні інтереси і потреби
- Зв'язок і усвідомлення загальних цілей

При цьому, важливим критерієм спільноти є те, що люди спілкуються один з одним з тих питань, які і об'єднують їх.
У сфері соціальної роботи, починаючи з кінця 60-х років, терміном співтовариство (Communities) позначають групу людей, що об'єднані спільними ознаками, та мають певний духовний зв'язок між людьми (єдність).

## Громада як спільнота
До другої половини XX століття слово громада у більшості населення України ототожнювалося в першу чергу з поняттям спільноти, сукупністю жителів певного поселення — міста, села. Ідея відносно самостійної спільноти, громади дуже стара, достатньо згадати грецькі поліси чи міські і сільські громади часів Риму. Від слова «громада» в українській мові походять такі важливі поняття як громадський, громадянин, громадянський, громадянське суспільство.